# カボット環

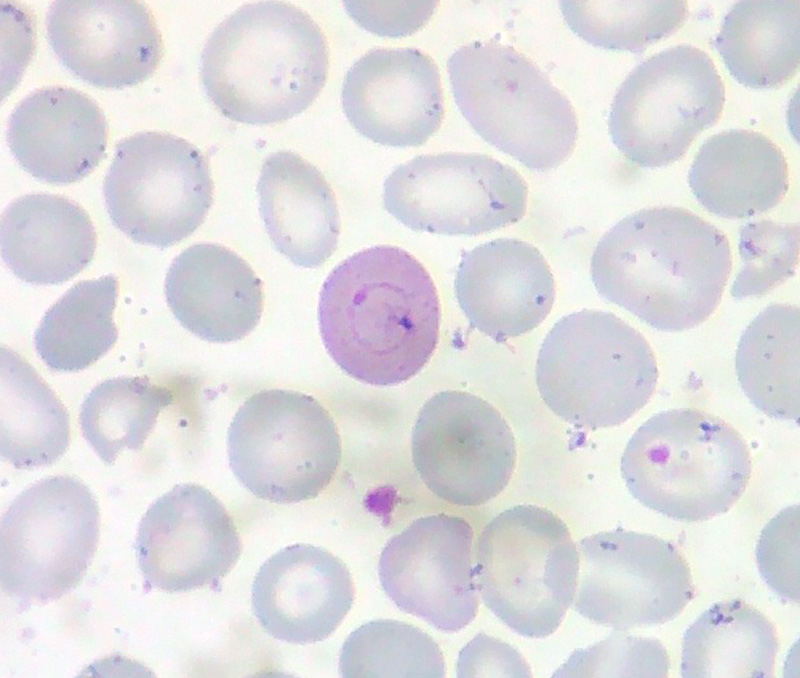
カボット環

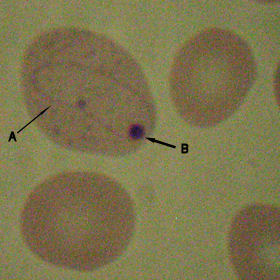
赤血球内の封入体 ー A：カボット環、B:ハウエル・ジョリー小体

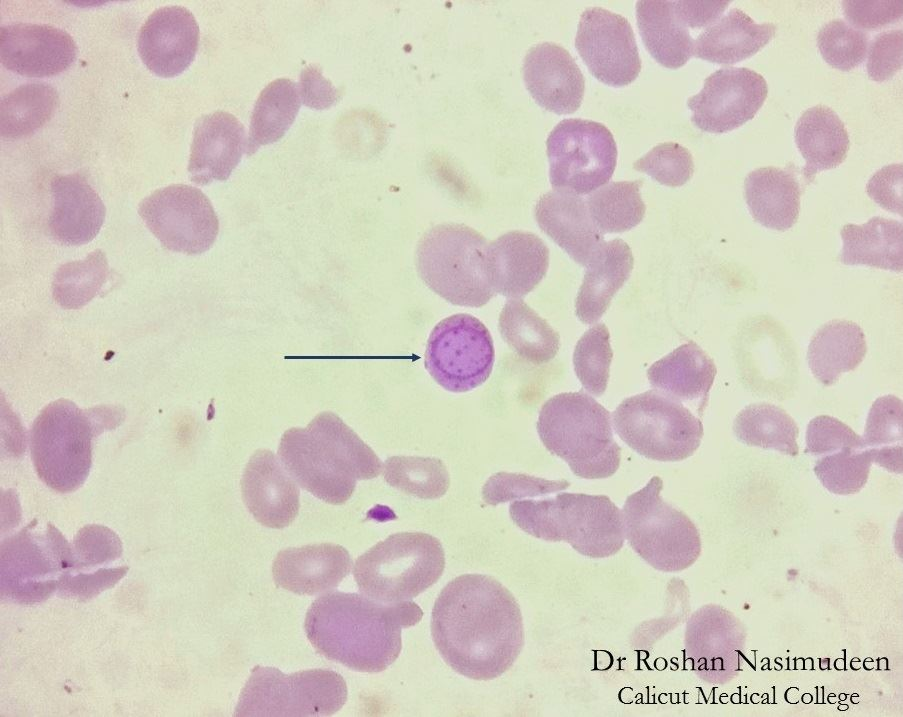
カボット環と好塩基性斑点赤血球

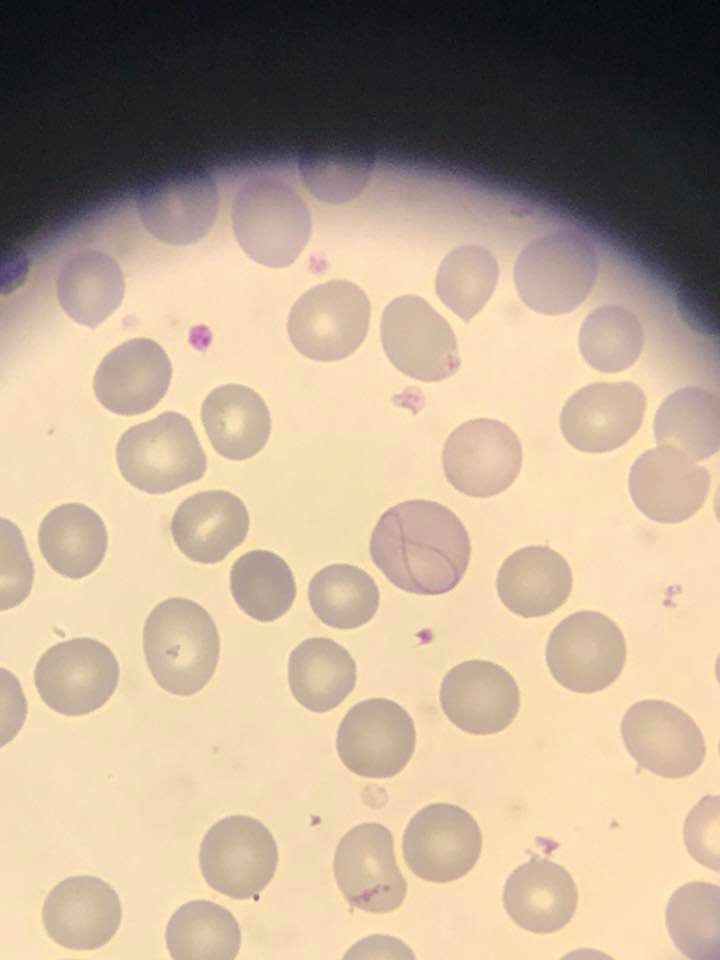
8の字型のカボット環

カボット環（カボットかん、(英）Cabot rings）とは、赤紫色の、細い環状ないし8の字型を呈する赤血球の封入体である。
カボット環は、細胞分裂の際の有糸分裂紡錘体の残存とされている。
カボット環の生理的意義は不明であるが赤血球形成の障害（骨髄障害や骨髄へのストレスを含む）を反映すると考えられている。

## 関連する病態
カボット環は、様々な、赤血球形成が障害される病態でみられる。
- 巨赤芽球性貧血
- 鉛中毒
- ホモ接合型のサラセミア
- 骨髄線維症
- 慢性骨髄性白血病
- 急性骨髄性白血病[3]
- 骨髄異形成症候群[4]
- 化学療法後[5]

その他、脾臓摘出後にもみられる。

## 形態
末梢血塗抹検査では、カボット環は、赤血球内の、赤紫色に染まる細い糸からなる、輪状ないし８の字状の封入体として観察される。一つの赤血球に複数存在することがある。
多染性赤血球（網赤血球）にみられることが多い。
また、赤芽球にみられることもある。

## 歴史
カボット環は、1903年に米国の医師、リチャード・クラーク・カボット（Richard Clarke Cabot, 1868-1939）により初めて記載された

。